# Tepuíbriljant
Tepuíbriljant (Heliodoxa xanthogonys) är en fågel i familjen kolibrier.

## Utseende och läte
Tepuíbriljanten är en stor och mörk kolibri. Hanen är mestadels glänsande grön, framför allt på strupe, bröst och panna. Honan är vit under med gröna fläckar. Båda könen har en tydlig vit fläck bakom ögat. Lätet är ett ljudligt och vasst tjippande som hörs under födosök.

## Utbredning och systematik
Tepuíbriljant delas in i två underarter med följande utbredning:
- Heliodoxa xanthogonys xanthogonys – förekommer på tepuis i södra Venezuela och angränsande Guyana
- Heliodoxa xanthogonys willardi – förekommer i södra Venezuela och norra Brasilien (Serranía de la Neblina och Sierra Imeri)

## Levnadssätt
Tepuíbriljanten hittas i höglänta tepuier på över 800 meters höjd. Där ses den i en rad olika miljöer, från högväxt skog till skogsbryn ich öppna buskmarker. Den livnär sig på nektar och försvarar stånd med blommor aggressivt mot andra kolibrier.

## Status och hot
Arten har ett stort utbredningsområde, men tros minska i antal, dock inte tillräckligt kraftigt för att den ska betraktas som hotad. Internationella naturvårdsunionen IUCN listar arten som livskraftig (LC).